# Seznam ruskih kozmonavtov
Seznam ruskih kozmonavtov.

## A
- Viktor Afanasjev (1948)
- Toktar Aubakirov (1946) (Kazahstan)
- Vladimir Aksjonov (1935)
- Aleksandr Aleksandrov (1943)
- Ivan Nikolajevič Anikejev (1933–1992)
- Anatolij Arcebarski (1956)
- Jurij Artjuhin (1930–1988)
- Oleg Atkov (1949)
- Sergej Avdejev (1956)

## B
- Aleksandr Balandin (1953)
- Jurij Baturin (1949)
- Pavel Beljajev (1925–1970)
- Georgij Beregovoj (1921–1995) (Ukrajina)
- Anatolij Berezovoj (1942–2014)
- Valerij Bikovski (1934–2019)
- Andrej Borisenko (1964)
- Nikolaj Budarin (1953)

## C
- Vasilij Ciblijev (1954)

## Č
- Nikolaj Aleksandrovič Čub (1984)

## D
- Vladimir Dežurov (1962)
- Lev Djomin (1926–1998)
- Georgij Dobrovolski (1928–1971) (Ukrajina)
- Pjotr Dubrov (1978)
- Vladimir Džanibekov (1942) (Uzbekistan)

## F
- Andrej Fedjajev (1981)
- Konstantin Feoktistov (1926–2009)
- Anatolij Filipčenko (1928–2022) (Ukrajina)

## G
- Jurij Gagarin (1934–1968)
- Jurij Gidzenko (1962)  (Ukrajina)
- Jurij Glazkov (1939–2008)
- Viktor Gorbatko (1934–2017)
- Aleksandr Gorbunov (1990)
- Aleksandr Grebjonkin (1982)
- Georgij Grečko (1931–2017)
- Aleksej Gubarjev (1931–2015)

## H
- Jevgenij Hrunov (1933–2010)

## I
- Aleksandr Ivančenkov (1940)
- Anatolij Ivanišin (1969)

## J
- Boris Jegorov (1927–1994)
- Aleksej Jelisejev (1934)
- Fjodor Jurčihin (1959) (Gruzija)

## K
- Aleksandr Kaleri (1956) (Latvija)
- Ana Jurjevna Kikina (1984)
- Leonid Kizim (1941–2010) (Ukrajina)
- Pjotr Klimuk (1942) (Belorusija)
- Pjotr Kolodin (1930–2021)  (Ukrajina)
- Vladimir Komarov (1927–1967)
- Jelena Kondakova (1957)
- Oleg Kononenko (1964) (Ukrajina)
- Mihail Kornjenko (1960) (Ukrajina)
- Dmitrij Kondratjev (1969)
- Valerij Korzun (1953)
- Oleg Kotov (1965)
- Vladimir Kovaljonok (1942) (Belorusija)
- Konstantin Kozejev (1967)
- Sergej Krikaljov (1958)
- Valerij Kubašov (1935–2014)
- Sergej Kud-Sverčkov (1983)

## L
- Aleksandr Lavejkin (1951)
- Vasilij Lazarev (1928–1990)
- Aleksandr Lazutkin (1957)
- Valentin Lebedjev (1942)
- Aleksej Leonov (1934–2019)
- Anatolij Levčenko (1941–1988) (Ukrajina)
- Vladimir Ljahov (1941)
- Jurij Lončakov (1965)

## M
- Oleg Makarov (1933–2003)
- Jurij Malenčenko (1951)
- Jurij Mališev (1941–1999)
- Genadij Manakov (1950–1996)
- Musa Manarov (1951) (Azerbajdžan)
- Boris Morukov (1950–2015) (zdravnik)
- Talgat Musabajev (1951) (Kazahstan)

## N
- Andrijan Nikolajev (1929–2004)
- Oleg Novicki (1971) (Belorusija)

## O
- Jurij Onufrijenko (1961)
- Aleksej Ovčinin (1961)

## P
- Viktor Pacajev (1933–1971)
- Genadij Padalka (1958)
- (Julija Peresild (1984) - igralka)
- Dimitrij Petelin (1983)
- Aleksandr Poleščuk (1953) (Ukrajina)
- Valerij Poljakov (1942–2022)
- Leonid Popov (1945)
- Pavel Popovič (1930–2009) (Ukrajina)
- Sergej Prokopjev (1975)

## R
- Sergej Revin (1966)
- Sergej Rižikov (1974)
- Sergej Rjazanski (1974)
- Valerij Rjumin (1939–2022)
- Jurij Romanenko (1944)
- Roman Romanenko (1971)
- Valerij Roždestvenski (1939–2011)
- Nikolaj Rukavišnikov (1932–2002)

## S
- Genadij Sarafanov (1942–2005)
- Aleksander Samokutjajev (1970)
- Svetlana Savickaja (1948)
- Viktor Savinih (1940)
- Aleksander Serebrov (1944–2013)
- Jelena Serova (1976)
- Vitalij Sevastjanov (1935–2010)
- Oleg Skripočka (1969)
- Aleksandr Skvorcov (1966)
- Anatolij Solovjov (1948)
- Vladimir Solovjov (1946)
- Genadij Strekalov (1940–2004)
- Maksim Surajev (1972)

## Š
- Jurij Šargin (1960)
- Saližan Šaripov (1964) (Kirgistan)
- Vladimir Šatalov (1927–2021)
- (Klim Šipenko (1983) - režiser)
- Anton Škaplerov (1972)
- Georgij Šonin (1935–1997)

## T
- Jevgenij Tarelkin (1974)
- Valentina Tereškova (1937)
- German Titov (1935–2000)
- Vladimir Titov (1947)
- Mihail Tjurin (1960)
- Valerij Tokarjev (1952)
- Sergej Treščov (1958)

## U
- Jurij Usačov (1957)

## V
- Marina Vasilevska(ja) (Belorusija)
- Vladimir Vasjutin (1952–2002)
- Aleksandr Viktorenko (1947) (Ukrajina)
- Pavel Vinogradov (1953)
- Boris Volinov (1934)
- Igor Volk (1937–2017) (Ukrajina)
- Aleksandr Volkov (1948)
- Sergej Volkov (1973)
- Vladislav Volkov (1935–1971)

## W
- Ivan Wagner (1985)

## Z
- Sergej Zaljotin (1962)
- Vjačeslav Zudov (1942)

## Ž
- Vitalij Žolobov (1937)